# 퇴모산
퇴모산(退帽山)은 인천광역시 강화군 내가면, 양도면, 불은면, 선원면, 하점면, 송해면, 강화읍에 걸쳐있는 산이다. 해발 339m이며 홍릉이 있다.